# Popiwka (rejon ochtyrski)
Popiwka (ukr. Попівка) – wieś na Ukrainie, w obwodzie sumskim, w rejonie ochtyrskim, w hromadzie Wełyka Pysariwka. W 2025 liczyła 0 mieszkańców.